# اکوده
اکوده (به عربی: أکودة) یک منطقهٔ مسکونی در تونس است که در استان سوسه واقع شده‌است. اکوده ۲۷٬۲۰۰ نفر جمعیت دارد.